# Chlorocypha molindica
Chlorocypha molindica là một loài chuồn chuồn kim thuộc họ Chlorocyphidae. Loài này có ở Burundi, Cộng hòa Congo, Cộng hòa Dân chủ Congo, Rwanda, và Uganda. Môi trường sống tự nhiên của chúng là rừng ẩm vùng đất thấp nhiệt đới hoặc cận nhiệt đới, vùng núi ẩm nhiệt đới hoặc cận nhiệt đới, và sông ngòi. Chúng hiện đang bị đe dọa vì mất môi trường sống.